# District de Tonneins
Le district de Tonneins est une ancienne division territoriale française du département de Lot-et-Garonne de 1790 à 1795.
Il était composé des cantons de Tonneins, Aiguillon, Castelmoron, Clairac, Gontaud, le Mas, Monpezat, Puch et Verteuil.